# Plasmaparameter
Der Plasmaparameter {\displaystyle N_{D}} ist in der Physik von Plasmen eine mögliche Größe zur Kategorisierung: für {\displaystyle N_{D}\gg 1} wird ein Gas als Plasma bezeichnet. Er ist eine dimensionslose Teilchenzahl und ergibt sich aus der Multiplikation der Teilchendichte {\displaystyle n} des Plasmas mit dem Kugelvolumen der Debye-Länge {\displaystyle \lambda _{D}}:
{\displaystyle N_{D}=n\cdot {\frac {4}{3}}\pi \lambda _{D}^{3}.}
Er gibt somit an, wie viele Teilchen sich innerhalb der Debye-Kugel befinden. Für je mehr Teilchen das gilt, desto stärker werden die elektrischen Felder der Elektronen und Ionen im Plasma abgeschirmt, was zur Quasineutralität führt.
Typische Werte für den Plasmaparameter sind:
| Plasmatyp             | Plasmaparameter {\displaystyle N_{D}} |
| --------------------- | ------------------------------------- |
| Fusionsplasma         | {\displaystyle 6\times 10^{11}}       |
| Interstellare Materie | {\displaystyle 2\times 10^{5}}        |
| Ionosphäre            | {\displaystyle 5\times 10^{4}}        |
| Gasentladung          | {\displaystyle 2\times 10^{4}}        |

## Weiterführendes
- Ulrich Stroth: Plasmaphysik. 1. Auflage. Vieweg+Teubner, Wiesbaden 2011, ISBN 978-3-8348-1615-3.